# Ануфо (мова)
Ануфо — мова, що належить до нігеро-конголезької макросімʼї, сімʼї ква. Поширена в Гані (Північна область), а також в Того і Беніні. В Гані виходять радіопередачі.

## Писемність
Мова ануфо користується латинським письмом. В Того абетка має наступний вигляд.
| A a | B b | C c  | D d | E e | Ɛ ɛ | F f | G g | Gb gb | H h |
| --- | --- | ---- | --- | --- | --- | --- | --- | ----- | --- |
| /a/ | /b/ | /t͡ʃ/ | /d/ | /e/ | /ɛ/ | /f/ | /g/ | /ɡ͡b/  | /h/ |

| I i | J j  | K k | Kp kp | L l | M m | N n | Ny ny | Ŋ ŋ | Ŋm ŋm |
| --- | ---- | --- | ----- | --- | --- | --- | ----- | --- | ----- |
| /i/ | /d͡ʒ/ | /k/ | /k͡p/  | /l/ | /m/ | /n/ | /ɲ/   | /ŋ/ | /ŋm/  |

| O o | Ɔ ɔ | P p | R r | S s | T t | U u | V v | W w | Y y | Z z |
| --- | --- | --- | --- | --- | --- | --- | --- | --- | --- | --- |
| /o/ | /ɔ/ | /p/ | /l/ | /s/ | /t/ | /u/ | /f/ | /w/ | /j/ | /s/ |

- Довгі голосні передаються на письмі подвоєнням букв для голосних: aa [aː], ee [eː], ɛɛ [ɛː], ii [iː], oo [oː], ɔɔ [ɔː], uu [uː].
- Носові голосні передаються написанням букви n після букви для голосного: an [ã], ɛn [ɛ̃], in [ĩ], ɔn [ɔ̃], un [ũ]. Звуки [e] і [o] носовими бути не можуть.
- Тони передаються шляхом простановки над буквами для голосних діакритичних знаків: акут (´) — високий тон; гравіс (`) — низький.
- Огублення та помʼякшення приголосних передається шляхом поєднання певних букв для голосних.